# Azula
La principessa Azula (阿祖拉T, Ā zǔ lāP) è un personaggio immaginario e l'antagonista secondario della serie animata statunitense Avatar - La leggenda di Aang, creato da Michael Dante DiMartino e Bryan Konietzko.
Nella serie, Azula è la principessa della corona della Nazione del Fuoco e un prodigio del dominio del fuoco. Su ordine del Signore del Fuoco Ozai, inizia una ricerca con le sue amiche d'infanzia Mai e Ty Lee per riportare in patria suo fratello esiliato il principe Zuko e suo zio Iroh, ferendo a morte l'Avatar Aang, un essere trascendente capace di manipolare tutti e quattro gli elementi (acqua, terra, fuoco e aria). Azula è nota per essere crudele e manipolatrice. Come afferma il fratello Zuko, lei "mente sempre". In tutta la serie, si è dimostrata capace di un livello molto alto di dominio, tanto da produrre fiamme blu, invece che rosse e arancioni, oltre ad avere la rara capacità di generare i fulmini (gli unici a possedere questa capacità oltre a lei in tutta la serie sono suo padre Ozai e suo zio Iroh).

## Concezione e sviluppo
Konietzko osserva che il design di Azula rispetto ad altri personaggi principali "è venuto fuori in modo relativamente veloce". Originariamente, Azula avrebbe dovuto indossare un'armatura a tema fenice, anche se l'idea fu alla fine abbandonata. Il dominio del fuoco blu di Azula aveva lo scopo di simboleggiare che era più abile di Zuko in quanto prodigio nel suo dominio, e che avrebbe potuto distinguerla facilmente i suoi attacchi dai suoi nei loro conflitti. Inizialmente era destinata ad avere un matrimonio combinato durante la terza stagione. Entrambi i creatori tengono il personaggio in grande considerazione; Konietzko crede di essere "di gran lunga il cattivo più complesso, interessante e pericoloso della serie", mentre DiMartino ha detto che lei era il suo antagonista preferito nella serie.

### Doppiaggio
Azula è doppiata da Grey DeLisle. DeLisle racconta di aver studiato per tutta la sua vita per personaggi ben scritti come Azula che erano difficili da trovare. Nel complesso, DeLisle ha pensato che la sua vita fosse cambiata in modo positivo dal ruolo e dall'associazione con la serie, trasmettendo questo a Janet Varney che avrebbe dato voce a Korra nella serie sequel.

## Apparizioni

### Avatar - La leggenda di Aang
Azula fin dall'infanzia si dimostra una straordinaria dominatrice del fuoco. Principessa della Nazione del Fuoco, figlia di Ozai e sorella di Zuko, la bambina ha un carattere spietato e privo di scrupoli. Vive con gioia il complotto di corte che porta alla morte del vecchio Azulon, complotto che termina con l'elezione prematura di Ozai a nuovo signore del fuoco.
Da sempre la preferita di Ozai, Azula presto si sostituisce a Zuko nei ruoli militari. A quattordici/quindici anni diventa la temutissima comandante del progetto imperialistico della Nazione del Fuoco. In più occasioni tenta di catturare (o uccidere) Aang e i suoi amici, suo zio Iroh e il fratello Zuko (con quest'ultimo stringerà una sorta di tregua alla fine della seconda stagione).
Azula è la responsabile della sconfitta del Regno della Terra, e in seguito appoggia fino in fondo il progetto del padre per conquistare in maniera assoluta il Regno. Prima della partenza dell'esercito, Ozai le cede il suo titolo di signore del fuoco. Subito dopo questo avvenimento, Azula diventa estremamente paranoica, tanto che esilia tutta la sua corte con la scusa di essere inadempiente. Successivamente Zuko ritorna nella capitale insieme a Katara, e sfida la sorella ad un duello di Agni Kai per decretare chi tra i due avrà il titolo di signore del fuoco, che lei accetta: Zuko e Azula si affrontano in uno scontro praticamente alla pari nella corte del palazzo, fino a quando Azula scaglia un fulmine contro Katara, prontamente assorbito da Zuko che però viene così ferito. Azula quindi si scaglia violentemente contro Katara, la quale le tiene testa e infine riesce ad imprigionarla in un blocco di ghiaccio e a bloccarle le mani, sconfiggendola definitivamente.

#### Fumetti
Un anno dopo la fine della guerra, Zuko visita Azula e le chiede di aiutarlo a ottenere informazioni da Ozai sul luogo in cui si trova la madre; lei accetta senza chiedere nulla in cambio. Quando Azula visita Ozai in prigione, viene guardata a vista da Zuko, prima di chiedergli di andarsene poiché il padre rimane in silenzio in sua presenza. Apprendendo delle lettere inviate da Ursa, che ella afferma falsamente che Zuko non fosse il figlio biologico di Ozai, Azula schiva le domande del fratello mentre lo distrae abbastanza a lungo da accedere alle lettere e bruciarle, e le usa a proprio vantaggio mentre convince Zuko a consentirle di unirsi alla sua ricerca per trovare Ursa in cambio delle informazioni delle lettere, sebbene intenda usarne il contenuto per mettere fuori gioco suo fratello e uccidere anche la madre. La sua richiesta è esaudita, e diventa un momentaneo alleato del Team Avatar. Il gruppo trova Ursa e scopre che ha perso la memoria e assunto l'identità di Noriko, iniziando una nuova vita nel villaggio dov'era nata.
Dopo aver quasi ucciso Ursa, Azula rimane emotivamente confusa dopo che la madre si scusa con lei per non averle dimostrato abbastanza il suo affetto, ancora di più quando Zuko rivela che si vuole prendere ancora cura di sua sorella nonostante il loro rapporto travagliato. Ciò provoca una sua fuga in lacrime nella foresta, dove si nasconde per diverse settimane. Dopo diverse settimane, Azula aiuta i suoi seguaci dell'istituto di igiene mentale dov'era tenuta in custodia. Insieme, riemergono sotto le sembianze del Kemurikage (spiriti oscuri). Il "Kemurikage" rapisce molti bambini che vengono in seguito liberati da Zuko, al quale Azula rivela che il suo scopo è renderlo simile a suo padre facendolo disporre della paura per mantenere il controllo. In seguito Azula scappa ed è vista mentre osserva Zuko chiedere perdono al suo popolo per gli ultimi avvenimenti. Poiché Azula rivela a Zuko le sue possibili intenzioni e sembra prendere seriamente il suo discorso, è probabile che agisca di nascosto utilizzando la psicologia inversa su Zuko. Il destino di Azula rimane ignoto, dato che non appare nelle storie successive.

## Personalità
Azula ha un carattere particolare in quanto si dimostra sempre molto fredda e calcolatrice, assolutamente spietata e pronta a tutto pur di raggiungere i suoi obiettivi; cerca inoltre di essere sempre perfetta in tutto quello che fa, al punto da infuriarsi se si vede anche solo con un capello fuori posto. Inoltre è un'abile manipolatrice, capace di far infuriare anche una persona più controllata e razionale come Sokka ed è anche molto abile nel mentire: Toph stessa ha molta difficoltà nel cercare di capire se stia mentendo o meno. Tuttavia, il suo carattere freddo cambia profondamente quando viene nominata Signora del Fuoco, diventando invece estremamente paranoica, ossessionata dalla paura di essere assassinata o tradita, tanto che arriva ad esiliare le sue guardie personali per motivi irrilevanti. Durante il suo duello finale con Zuko e Katara combatte in maniera del tutto incontrollata, e non si accorge della trappola finale di Katara. Comportamenti che smentiscono il carattere freddo si possono rilevare nella puntata "La Spiaggia" (3x05) dove Azula si lascia consigliare da Ty Lee come relazionarsi con un ragazzo e più tardi si avvicina a Chan, il figlio di un ammiraglio. Nella stessa puntata rivela in confidenza al fratello e alle amiche che la madre la considerava un mostro e che ancora ne soffre.
Il cambiamento finale della personalità è dovuto principalmente a due eventi principali: il primo è stato il tradimento da parte di Mai e Ty Lee, che le ha dimostrato come neanche la paura che incute negli altri le assicuri fedeltà o amicizia, il secondo è stato l'abbandono del padre dopo averla nominata Signora del Fuoco, che le ha fatto capire che il padre in ogni caso la considera meno importante dei propri scopi. Avendo già perso la madre e Zuko, il vedere come tutte le persone importanti per lei l'abbiano, infine, abbandonata, l'ha spinta a credere di non potersi fidare di nessuno.
Azula è in assoluto uno dei personaggi più potenti della serie: solo Aang, Iroh, Katara e Zuko riescono veramente a tenerle testa. Katara è l'unica che sia riuscita a scontrarsi con lei e a sconfiggerla senza subire danni.

## Poteri e abilità
Azula è una letale dominatrice del fuoco, e produce e controlla fiammate di ogni forma e dimensione. Le sue fiamme hanno la caratteristica di essere azzurre. Azula è anche una tra i pochi dominatori, assieme al nonno Azulon, al padre Ozai e allo zio Iroh, a saper esercitare l'elettrocinesi, che le consente di scagliare fulmini dalle dita. Il suo stile di combattimento corpo a corpo è lo Shequan, che la ragazza associa ad una agilità e dei riflessi sovrumani. Tuttavia, a seguito del tradimento delle sue amiche Mai e Ty Lee, Azula perde tutte le proprie certezze e passa un periodo di graduale perdita di senno che influisce pesantemente sulle sue abilità di dominatrice: infatti le abilità di un dominatore rispecchiano molto il suo stato emotivo e se prima la sua freddezza rendeva il suo dominio forte ed equilibrato, la sua follia lo rende invece selvaggio e troppo basato sulla forza bruta. Ciò nonostante, la sua instabilità mentale non ha intaccato la sua capacità di scagliare fulmini, per la quale normalmente è necessario possedere equilibrio interiore.

## Altri media
Appare come antagonista nei videogiochi Avatar: The Last Airbender - The Burning Earth e Avatar: The Last Airbender - Into the Inferno, nuovamente doppiata da Grey DeLisle.
Azula compare brevemente nel finale della trasposizione cinematografica della serie L'ultimo dominatore dell'aria, interpretata dall'attrice di origini arabe Summer Bishil. Sarebbe dovuta essere l'antagonista principale del sequel mai realizzato e basato sulla seconda stagione di Avatar.

## Accoglienza
Azula è stata classificata al 9º posto nella lista de "I 20 migliori personaggi dell'universo di Avatar" da Zach Blumenfeld della rivista Paste.